# Авария при строежа на тунел „Козница“
Аварията при строежа на тунел „Козница“ е тежка строителна авария на 21 септември 1950 година, по време на строежа на тунел „Козница“ на Подбалканската железопътна линия.
Строежът на тунела, който и към 2025 година остава най-дългият железопътен тунел в страната, играе важна роля в пропагандата на комунистическия режим, като строителите дават публични обещания лично на диктатора Вълко Червенков той да бъде пуснат в експлоатация предсрочно. По тази причина при работата се пренебрегват изискванията за безопасност, най-вече при изграждането на временни укрепващи конструкции в новопрокопаните участъци, като и преди голямата авария има множество случаи на локални срутвания с ранени работници. Въпросът е поставян неколкократно – за последен път на 11 септември – от представители на Трудови войски, които работят на строежа наред с цивилни строители, но ръководството игнорира оплакванията им. Друг фактор за аварията е практиката заплащането на цивилните строители да става на база прокопаната дълбочина към 20-ото число на всеки месец, поради което в дните преди този срок редовно се прокопава значителна дълбочина, без да се губи време за укрепване.
Аварията става в 7 часа на 21 септември 1950 година, когато първата смяна работници започва работа. Тя навлиза на 1940 метра дълбочина в тунела, за да започне изграждането на укрепваща конструкция на започващия оттам 30-метров неукрепен участък до забоя. В този момент се срутва голямо количество от неукрепената и силно напукана скална маса над тунела. На място загиват двама души, а по-късно броят на жертвите достига 9.
Макар Държавна сигурност да твърди, че аварията е „вражески акт“ на саботаж, целящ да злепостави режима, в резултат на инцидента са съдени четирима техници за неспазване на изискванията за безопасност. Ролята на ръководството и стремежът към предсрочно завършване на обекта изобщо не са разглеждани при следствието. Самото съдебно дело е забавено по искане на вицепремиера Георги Чанков, за да съвпадне по време и да усили пропагандния ефект на друг процес за саботаж в железопътното строителство.